# Nikolaj Lyngø
Nikolaj Lyngø (født 3. februar 1998) er en dansk fodboldspiller, der spiller for Jammerbugt FC.

## Karriere
Efter at have tilbragt et år på Vejle Idrætsefterskole fra 2013 til 2014 og spillet for Vejle Boldklub, skiftede Lyngø til AaB i 2014, hvor han skrev under på en toethalvtårig kontrakt.
Medio juni 2017 blev det offentliggjort, at Lyngø rykkede op i AaB's førsteholdstrup på permanent basis sammen med U/19-holdkammeraten Marco Ramkilde. Han fik sin debut for AaB den 4. maj 2018, da han startede inde og spillede alle 90 minutter i et 2-1-nederlag ude til AC Horsens.
Han blev den 3. august 2018 udlejet til 2. divisionsklubben Jammerbugt FC frem til 31. december 2018, hvor hans kontrakt med AaB samtidig udløb. Han spillede i løbet af efteråret 2018 16 kampe og scorede to mål for Jammerbugt FC.

### Hartford Athletic
Jimmy Nielsen, der er en tidligere AaB-spiller, hvor Lyngø fik sin fodboldopdragelse, udtalte den 7. november 2018, at han med Hartford Athletic havde hentet Lyngø til den amerikanske United Soccer League. Lyngø skrev under på en etårig aftale med option på yderligere et år. Aftalen var transferfri, da Lyngø samtidigt havde kontraktudløb i AaB. Han spillede ti kampe i foråret 2019 for Hartford Athletic.

### Retur til Jammerbugt FC
I starten af juli 2019 vendte Lyngø tilbage til Jammerbugt efter et halvt år i USA. Ved hjemkomsten skrev han under på en etårig aftale.